# Jüdische Leihkasse zu Danzig
Jüdische Leihkasse zu Danzig eGmbH (Żydowska Kasa Pożyczkowa w Gdańsku, Sp. z o.o.) – kasa pożyczkowa o kapitale żydowskim działająca w Gdańsku. Zlikwidowana w 1936  na polecenie Senatu WMG.